# Buenavista, Amatán
Buenavista är en ort i Mexiko.   Den ligger i kommunen Amatán och delstaten Chiapas, i den sydöstra delen av landet, 700 km öster om huvudstaden Mexico City. Buenavista ligger 580 meter över havet och antalet invånare är 218.
Terrängen runt Buenavista är kuperad åt nordväst, men åt sydost är den bergig. Runt Buenavista är det ganska tätbefolkat, med 80 invånare per kvadratkilometer. Närmaste större samhälle är Tapilula, 19,9 km sydväst om Buenavista. I omgivningarna runt Buenavista växer i huvudsak städsegrön lövskog.